# Gabriel Moscardo
Gabriel Silva Moscardo de Salles (Taubaté, 28 september 2005) is een Braziliaans voetballer die bij voorkeur als defensieve middenvelder speelt. Hij tekende in 2024 voor Paris Saint-Germain.

## Clubcarrière
Moscardo speelde zes jaar in de jeugd van Corinthians. Op 28 juni 2023 debuteerde hij in de Copa Libertadores tegen Liverpool. Vijf dagen later vierde hij zijn competitiedebuut tegen Red Bull Bragantino. Op 25 januari 2024 tekende Moscardo bij Paris Saint-Germain, dat twintig miljoen euro veil had voor de middenvelder. Hij werd meteen terug uitgeleend aan Corinthians.
2 Okumu ·
4 Busi ·
5 Agbadou  ·
6 Atangana ·
7 Ito ·
9 Daramy ·
10 Teuma ·
11 Salama ·
14 Khadra ·
15 Munetsi ·
16 Butelle ·
17 Nakamura ·
18 Akieme ·
19 Moscardo ·
20 Olliero ·
21 Kipré ·
22 Diakité ·
23 Buta ·
25 De Smet ·
55 Sangui ·
67 Diakhon ·
71 Fofana ·
72 Am. Koné ·
92 Ab. Koné ·
94 Diouf ·
Coach: Elsner